# Nachal Šumar
Nachal Šumar (hebrejsky: נחל שמר, uváděno též nesprávně jako Nahal Šomer) je vádí v severním Izraeli, v Dolní Galileji.
Začíná v nadmořské výšce okolo 200 metrů na severním okraji náhorní planiny Ramot Isachar, na svazích vrchu Giv'at Gazit. Vádí směřuje k severovýchodu, prochází vesnicí Kafr Misr a zařezává se do okolního terénu. Přijímá zprava menší vádí Nachal Gazit a sestupuje do údolí vádí Nachal Tavor, do kterého ústí zprava cca 1 kilometr jižně od vesnice Kfar Kisch.